# Segedinsko narodno pozorište
Segedinsko narodno pozorište (мађ. Szegedi Nemzeti Színház) je najvažnija pozorišna institucija u Segedinu u Mađarskoj. Izgrađeno je 1883. godine u eklektičnom i neobaroknom stilu po planovima bečkih arhitekata Ferdinanda Felnera i Hermana Helmera. Nepune dve godine po otvaranju, Segedinsko narodno pozorište je zahvatilo veliki požar. Zdanje je ubrzo obnovljeno uz manje izmene u izgledu.
Segedinsko Narodno Pozorište ima gledalište kapaciteta 680 gledalaca. Svodovi su ukrašeni freskama Žigmonda Vajda. U pozorištu se izvode opere, dramski i baletni komadi.

## Istorija
Sredinom XIX veka, Segedin je bio važan grad u Ugarskoj. Bio je poslednje sedište revolucionarne vlade u kojem je Lajoš Košut održao svoj poznati govor o slobodi. Zbog toga je Habzburška vlast kaznila grad i oduzela mu status slobodnog kraljevskog grada 1849. godine. Tek posle pada Mererniha, grad je 1860. godine povratio svoj status. U međuvremenu počeo je privredni razvoj grada a sa dolaskom železnice, broj putujućih glumačkih trupa se povećao. Godine 1879. grad je pogodila velika poplava u kojoj je uništeno ili znatno oštećeno oko 95% građevina. Ugarski kralj i Austrijski car Franc Jozef je posetio grad nakon katastrofe i obećao je velika ulaganja nakon kojih će „Segedin biti mnogo lepši nego što je to bio pre“. U narednim godinama grad je dobio mnogobrojne bulevare i palate a među njima i Narodno pozorište. Pre izgradnje pozorišta, putujući glumci iz većih gradova nastupali su u gostionicama, halama i prostorijama gradske vlade.

## Izgradnja Segedinskog narodnog pozorišta
Godine 1878. osnovano je pozorišno udruženje u Segedinu u cilju prikupljanja sredstava za gradnju budućeg pozorišta. Velika rekonstrukcija posle katastrofalnih poplava iz 1879. godine, pripomogla je tim naporima. Nakon što se gradsko veće složilo sa planovima, 1882. godine započeta je gradnja na mestu raskrsnica ulica Vorošmarti, Deak Feren i Vesšelenji. Mesto na kojem se gradilo novo pozorište otkupljeno je od prethodnog vlasnika i na njemu se nalazilo Pozorište Prsten koje je ranijih godina izgorelo u požaru. Svečano otvaranje Segedinskog narodnog pozorišta održano je 14. oktobra 1883. godine.
Osamnaest meseci po otvaranju, 22. aprila 1885. pozorište je zahvatilo požaru u kojem je izgorelo veći seo zdanja. Međutim, obnova je bila brza. Preduzeće Felner i Helmer izmenila je prethodne nacrte i smanjila opasnost od izbijanja novih požara. Ovom rekonstrukcijom delimično je promenjen i spoljašnji izgled pozorišta. Tokom rekonstrukcije, za oslikavanje plafonskih svodova, angažovan je poznati bečki dvorski slikar Herman von Kern. Obnovljeno pozorište otvoreno je 2. oktobra 1886. godine.
Nakon sto godina od otvaranja, pozorište je ponovo renovirano i adaptirano u periodu od 1978. do 1986. godine.

## Malo pozorište
Kamerno pozorište Segedinskog narodnog pozorišta poznato je kao Malo pozorište (мађ. Kisszínház). Zgrada u kojoj se nalazi pozorište građena je u periodu od 1928. do 1929. godine na osnovu planova Ištvana Otovija. Fasada pozorišta ukrašena je skulpturama. Godine 1977. zgrada je pretvorena u pozorište. Tokom 2001. započete su rekonstrukcije i adaptacije koje su trajale do maja 2005. godine.

## Članovi pozorišta (2019-2020)
Direktor: Barnak Laslo
Direktor opere: Đudi Sandor
Direktor drame: Horgaš Adam
- Agoston Katalin
- Banvolđi Tamaš
- Borovics Tamaš
- Boršoš Beata
- Čorba Kata
- Fekete Gizi
- Ferenc Nandor
- Gomori Kristian
- Jakab Tamaš
- Karas Zeno
- Krup Bence
- Medvečki Balas
- Menčel Andrea
- Molnar Erika
- Palfi Zoltan
- Poroslai Kristof
- Rač Tibor
- Retfalvi Tamaš
- Segezdi Robert
- Siladi Hajna
- Silađi Annamaria
- Sivos Laslo
- Starenki Pal
- Vicei Zolt

## Dosadašnji direktori
| Ime              | Mandat      |
| ---------------- | ----------- |
| Siklai Jeno      | 1933 – 1939 |
| Ihasz Aladar     | 1939 – 1940 |
| Kardos Geza      | 1940 – 1942 |
| Banki Robert     | 1942 – 1944 |
| Lehotai Arpad    | 1945 – 1947 |
| Both Bela        | 1947 – 1949 |
| Horvat Jeno      | 1949 – 1950 |
| Benko Mikloš     | 1950 – 1951 |
| Balint Đorđ      | 1951– 1953  |
| Čillag Mikloš    | 1953 – 1955 |
| Duka Antalne     | 1955 – 1957 |
| Vasi Viktor      | 1957 - 1969 |
| Lendvai Ferenc   | 1969 – 1971 |
| Girič Matiaš     | 1971 – 1978 |
| Pal Tamaš        | 1978 – 1982 |
| Nađ Laslo        | 1982 – 1992 |
| Kormoš Tibor     | 1992 – 1996 |
| Nikolenji Ištvan | 1996 – 1999 |
| Korognai Karolj  | 1999 – 2003 |
| Šekhelji Jozef   | 2003 – 2008 |
| Đudi Sandor      | 2008 – 2018 |
| Barnak Laslo     | 2018 -      |

## Spoljašnje veze
- Zvanični sajt